# Huspappersgeting
Huspappersgeting (Polistes dominula), även kallad ljus pappersgeting,  är en geting som lever i Europa. Den anses vara en invasiv art i Kanada och USA.

## Utbredning
Den inhemska utbredningen sträcker sig från södra Europa, norra Afrika och tempererade delar av Asien ända bort till Kina. Den har även etablerat sig på platser som Australien, Nya Zeeland och Nord- och Sydamerika.

## Bilder

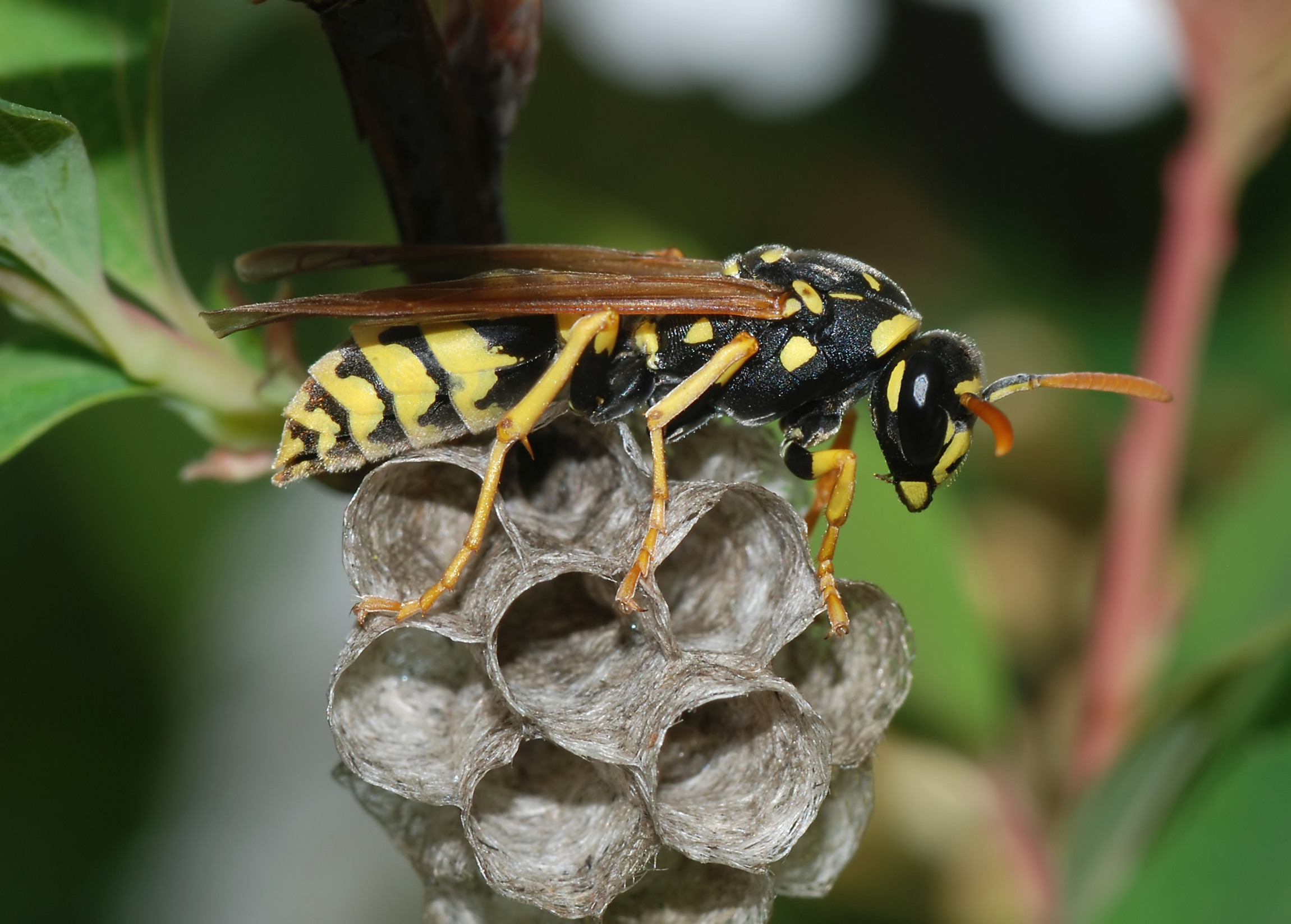
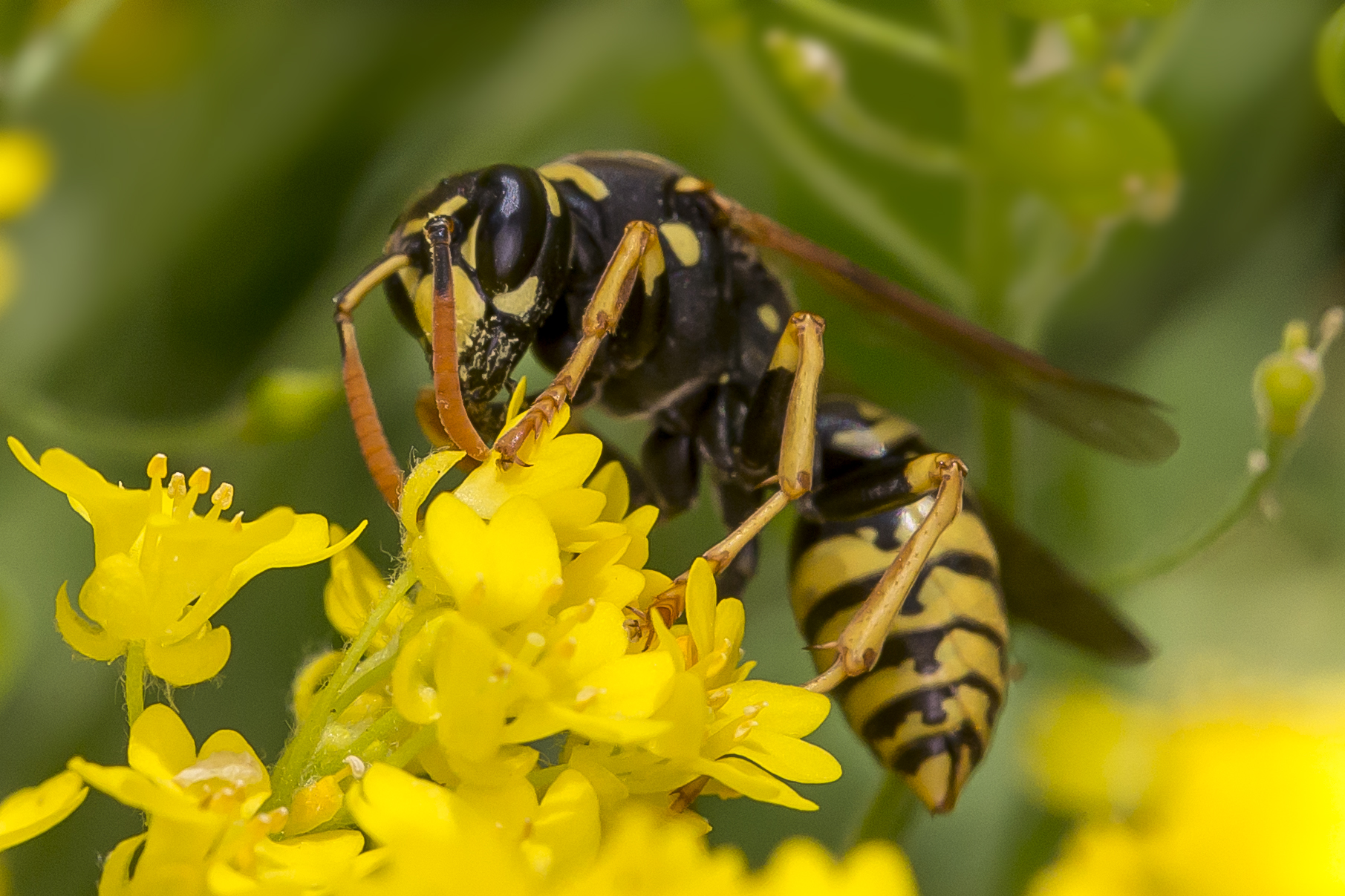